# حذف بايكال
حَذَف بايكال، وتسمى أيضًا بطة بايكال، هي بطة صغيرة تتكاثر في شرق روسيا وتقضي الشتاء في شرق آسيا.

## التصنيف
أول وصف رسمي لبط بايكال كان من قبل عالم الطبيعة الألماني يوهان غوتليب جورجي في عام 1775 تحت الاسم الثنائي اناس فرموسا. وجدت دراسة جزيئية تطورية نُشرت في عام 2009 أن جنس البط كما تم تعريفه آنذاك كان غير أحادي النمط. بناءً على هذا التحليل، تم تقسيم الجنس إلى أربعة أجناس مقترحة مع وضع بط بايكال في جنس سيبيريونيتا الذي تم إحياؤه والذي قدمه عالم الحيوان الألماني هانز فون بوتيتشر في عام 1929. اسم سيبيريونيتا مشتق من الكلمة اللاتينية "سيبيريكوس" لسيبيريا واليونانية القديمة "نيتا" للبطة. اللقب المحدد "فورموسا" مشتق من الكلمة اللاتينية "فورموسوس" التي تعني "جميلة".

## الوصف
يتراوح طول هذه البطة بين 39 و43 سنتيمترًا، وهي أكبر قليلًا وأطول ذيلًا من الحذف الشتوي. يتميز ذكرها المتكاثر بوضوح، بقفا أخضر لافت، وأذنين، ورقبة، وحلق أصفر وأسود. تاجها داكن، وصدرها بني فاتح مع بقع داكنة. جوانبها الرمادية بارزة من الأمام والخلف بخطوط بيضاء. يبلغ ارتفاع بط بايكال من 30 إلى 40 سنتيمتر ويزن في المتوسط 450 غرام.
تبدو الأنثى مشابهة لأنثى الحذف أخضر الجناح، لكن بذيل أطول، وبقعة بيضاء مميزة عند قاعدة المنقار، وحلق أبيض مائل إلى مؤخرة العين. كما أن لها حاجبًا فاتحًا مميزًا محاطًا بتاج أغمق. الجناح السفلي مشابه أيضًا لبط البري الأخضر الأجنحة، لكن حافته الأمامية أغمق. للأنثى الخضراء حافة داخلية بلون القرفة الفاتح. بعض الإناث لديها علامات "لجام" على وجوهها، ولكن قيل إن بعض هذه الإناث الملجمة على الأقل، إن لم يكن جميعها، هي في الواقع ذكور صغار. يمتلك الصغير كِسى مشابهًا لريش الأنثى، ويمكن تمييزه عن البط البري الشائع من خلال البقعة اللورالية الباهتة. في الريش غير المتكاثر، يبدو البطة أكثر شبهاً بالأنثى، لكن الريش يكون بلون بني محمر (أصهب) أكثر ثراءً.